# Downshire-Kliffs
Die Downshire-Kliffs sind eine Reihe markanter und bis zu 2000 m hoher Kliffs aus Basalt an der Borchgrevink-Küste des ostantarktischen Viktorialands. Sie bilden einen Großteil der an das Rossmeer grenzenden Ostseite der Adare-Halbinsel.
Der britische Polarforscher James Clark Ross gab 1841 im Zuge seiner Antarktisexpedition (1839–1843) einem Abschnitt dieser Kliffs den Namen Cape Downshire. Namensgeber ist der britische Peer Arthur Blundell Sandys Trumbull Hill, 3. Marquess of Downshire (1788–1845), ein Freund des stellvertretenden Expeditionsleiters Francis Crozier. Ross’ Benennung ließ sich später geografisch nicht zuordnen, so dass sie auf die hier beschriebenen Kliffs übertragen wurde.